# District de Pécsvárad
Le district de Pécsvárad (en hongrois : Pécsváradi járás) est un des 10 districts du comitat de Baranya en Hongrie. Créé en 2013, il compte 11 787 habitants et rassemble 17 localités dont une ville, Pécsvárad, son chef-lieu.

## Localités
| Nom          | Statut  | Superficie (km²) | Population (2013) |
| ------------ | ------- | ---------------- | ----------------- |
| Pécsvárad    | Ville   | 36,03            | 4 051             |
| Apátvarasd   | Commune | 8,14             | 129               |
| Erdősmecske  | Commune | 26,44            | 389               |
| Erzsébet     | Commune | 9,75             | 266               |
| Fazekasboda  | Commune | 7,02             | 202               |
| Geresdlak    | Commune | 25,28            | 807               |
| Hidas        | Commune | 19,06            | 2 092             |
| Kátoly       | Commune | 8,75             | 301               |
| Kékesd       | Commune | 8,11             | 162               |
| Lovászhetény | Commune | 8,95             | 290               |
| Martonfa     | Commune | 5,69             | 209               |
| Mecseknádasd | Commune | 36,08            | 1 497             |
| Nagypall     | Commune | 7,13             | 385               |
| Óbánya       | Commune | 7,49             | 129               |
| Ófalu        | Commune | 9,85             | 326               |
| Szellő       | Commune | 5,96             | 136               |
| Zengővárkony | Commune | 16,71            | 416               |